# Federația de Fotbal din Martinica
Federația de Fotbal din Martinica (LFG, Ligue de Football de la Martinique în franceză) este forul ce guvernează fotbalul în Martinica. Pentru că Martinica este un departament de peste mări al Franței, federația este subordonată Federației Franceze de Fotbal, iar jucătorii din această regiune pot juca pentru reprezentativa Franței. Se ocupă de organizarea echipei naționale și a altor competiții fotbalistice din această regiune.